# Pisan Dorkmaikaew
Pisan Dorkmaikaew (thailändisch พิศาล ดอกไม้แก้ว, * 10. Mai 1984 in Suphanburi) ist ein thailändischer Fußballspieler.

## Karriere
Das Fußballspielen erlernte Pisan Dorkmaikaew  in der Schulmannschaft der Talingchan Wittaya School. Seinen ersten Vertrag unterschrieb er 2005 bei dem in der Provincial League spielenden Nakhon Pathom United FC in Nakhon Pathom. 2007 wechselte er nach Suphanburi zum Erstligisten Suphanburi FC. Nach 18 Einsätzen im Tor ging er 2008 nach Bangkok und schloss sich dem Ligakonkurrenten BEC Tero Sasana FC. Für BEC absolvierte er 111 Spiele in der Thai Premier League. 2014 unterschrieb er einen Vertrag bei Bangkok United. Hier kam er im ersten Jahr auf 15 Einsätze. 2015 wurde er an den Saraburi FC ausgeliehen. Im darauffolgenden Jahr lieh ihn Chainat Hornbill FC aus. Nach Vertragsende bei United unterschrieb er 2017 einen Kontrakt bei Bangkok Glass. Hier spielte er bis Mitte 2018. Am 1. Juni 2018 nahm ihn der Zweitligist Air Force United unter Vertrag. Nachdem der Zweitligist Ende 2019 bekannt gab, dass er den Ligabetrieb einstellt, wechselte er zum ebenfalls in der zweiten Liga spielenden MOF Customs United FC. Für die Customs stand er 2020 dreimal in der zweiten Liga im Tor. Ende Dezember 2020 wechselte er zum Ligakonkurrenten Uthai Thani FC. Am Ende der Saison musste er mit dem Verein aus Uthai Thani in die Dritte Liga absteigen. Nach dem Abstieg verließ er Uthai Thani. Am 1. Juni 2021 unterzeichnete er einen Vertrag beim Erstligisten Nakhon Ratchasima FC. Am Ende der Saison 2022/23 musste er mit dem Verein aus Nakhon Ratchasima in die zweite Liga absteigen. Nach dem Abstieg wurde sein Vertrag nicht verlängert. Für Korat stand er 50-mal in der ersten Liga im Tor. Im Juni 2023 nahm ihn Erstligist PT Prachuap FC unter Vertrag. Nach sieben Ligaspielen wechselte er Anfang Januar 2024 zum ebenfalls in der ersten Liga spielenden BG Pathum United FC.